# Labège
Labège este o comună în departamentul Haute-Garonne din sudul Franței. În 2009 avea o populație de 3.803 de locuitori.

## Evoluția populației
| An        | 1975  | 1982  | 1990  | 1999  | 2006  | 2009  |
| --------- | ----- | ----- | ----- | ----- | ----- | ----- |
| Populație | 1.403 | 1.628 | 2.148 | 3.152 | 3.461 | 3.803 |

## Monumente

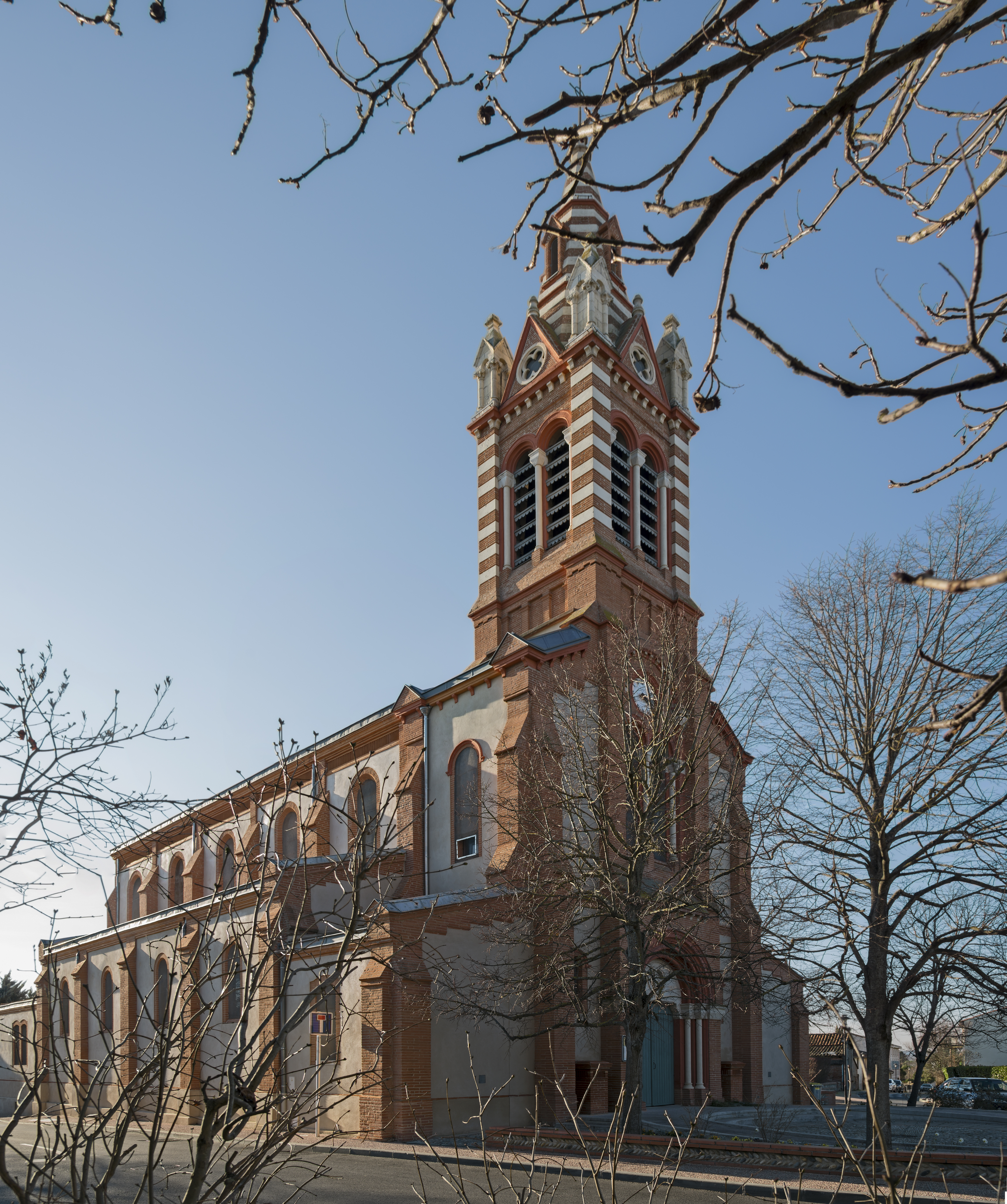
Biserica Bartolomeu
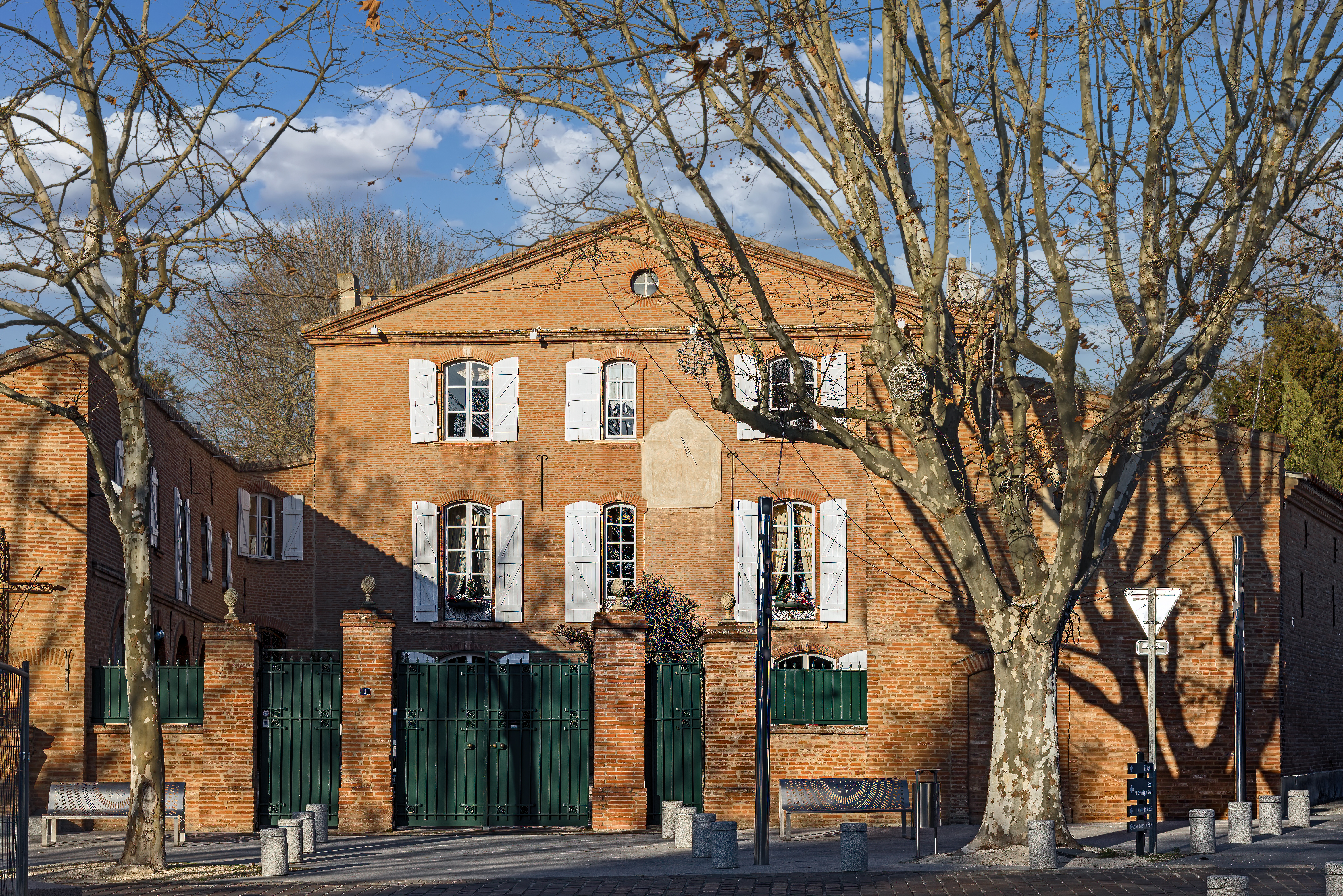
Conac.
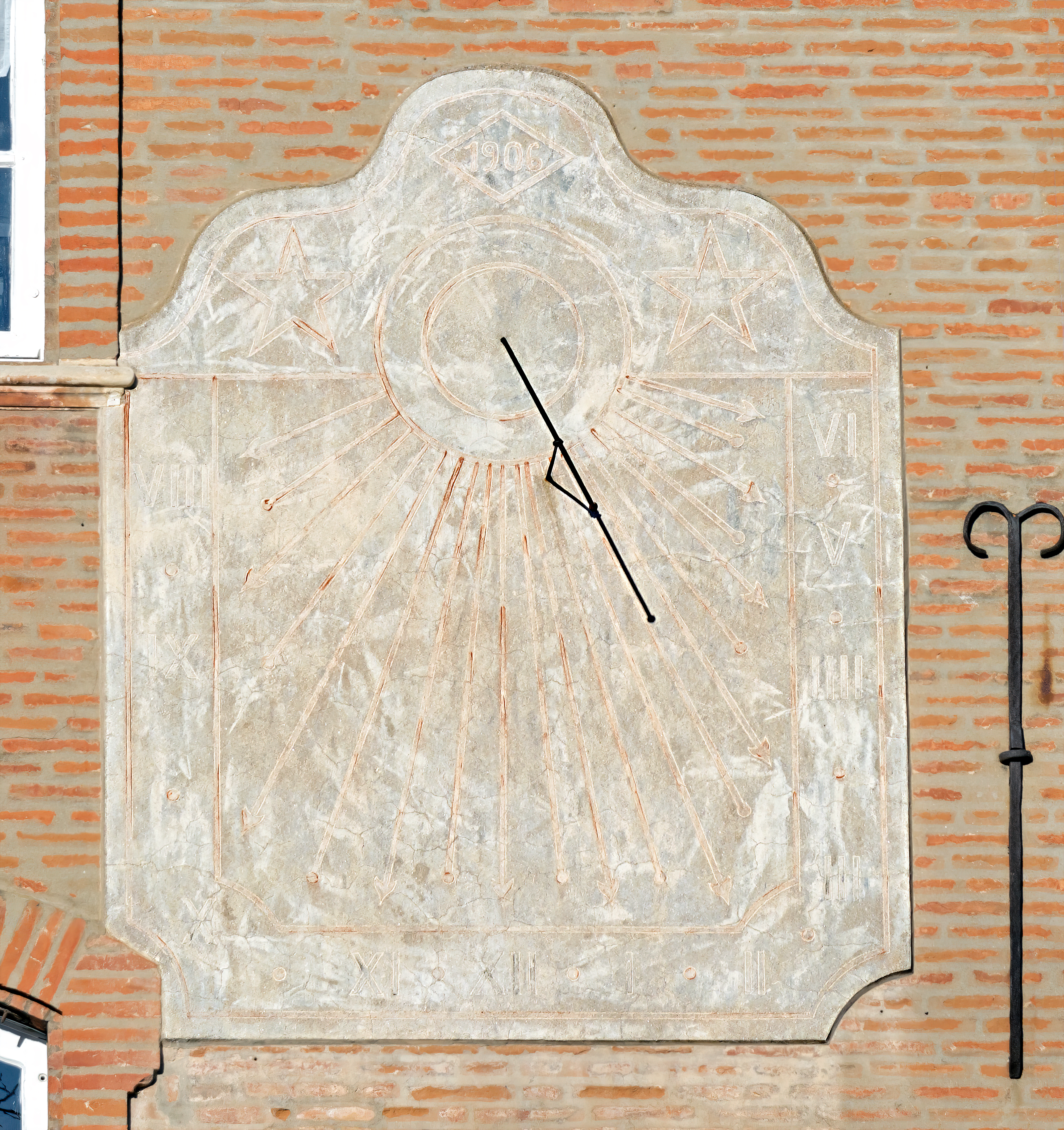
Cadranul din 1906
- Scoala de muzica Claude Nougaro
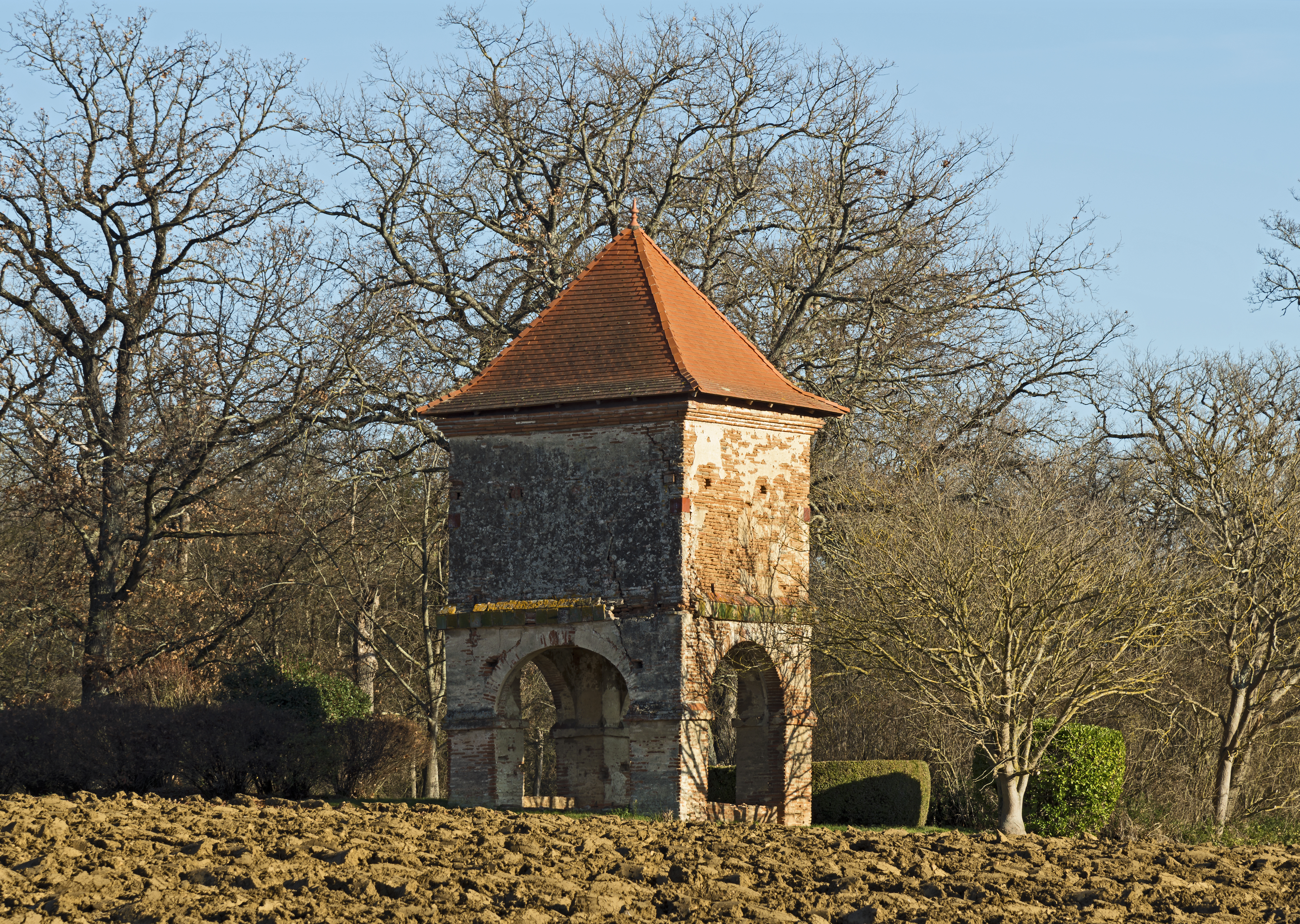
Porumbar de Bouysset.
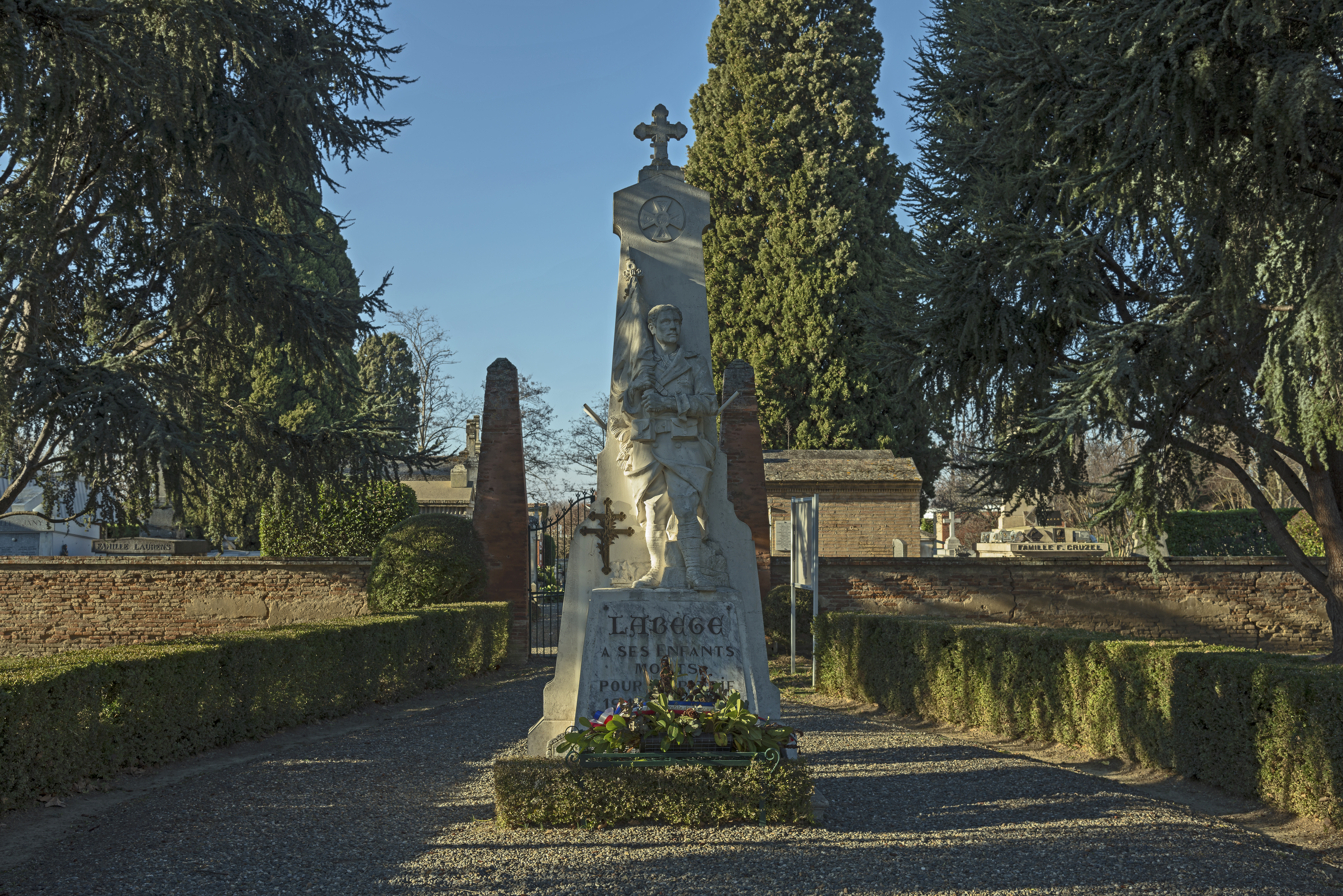
Memorial de război.